# Neiafu

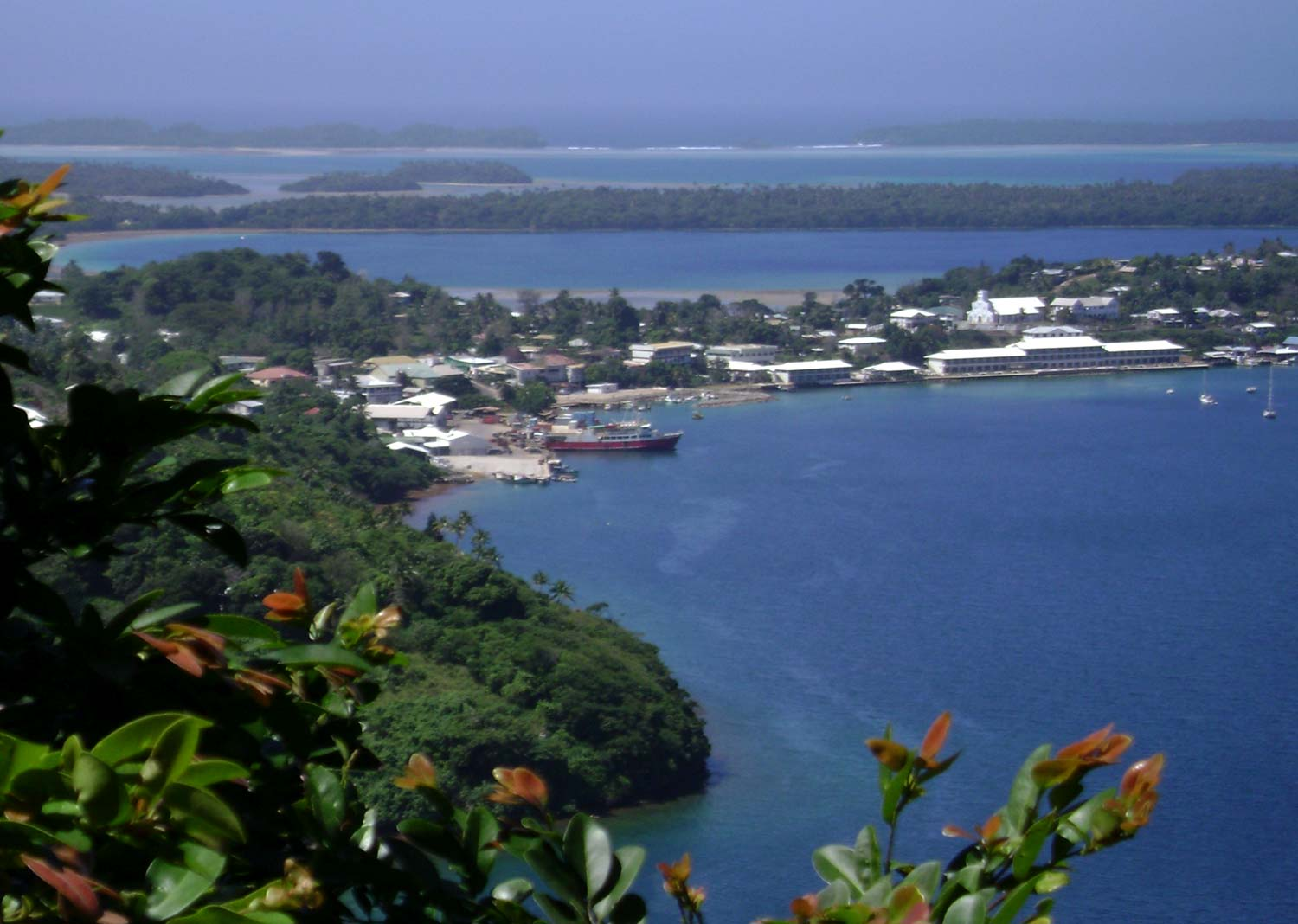
Neiafu från Mt Talau

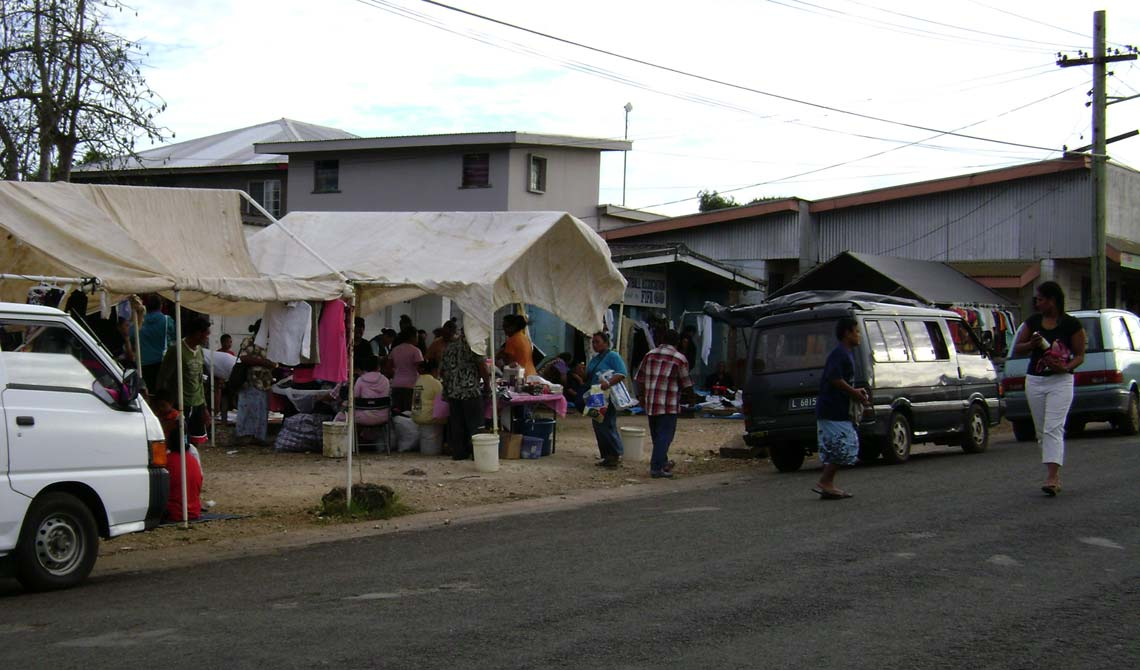
Marknaden

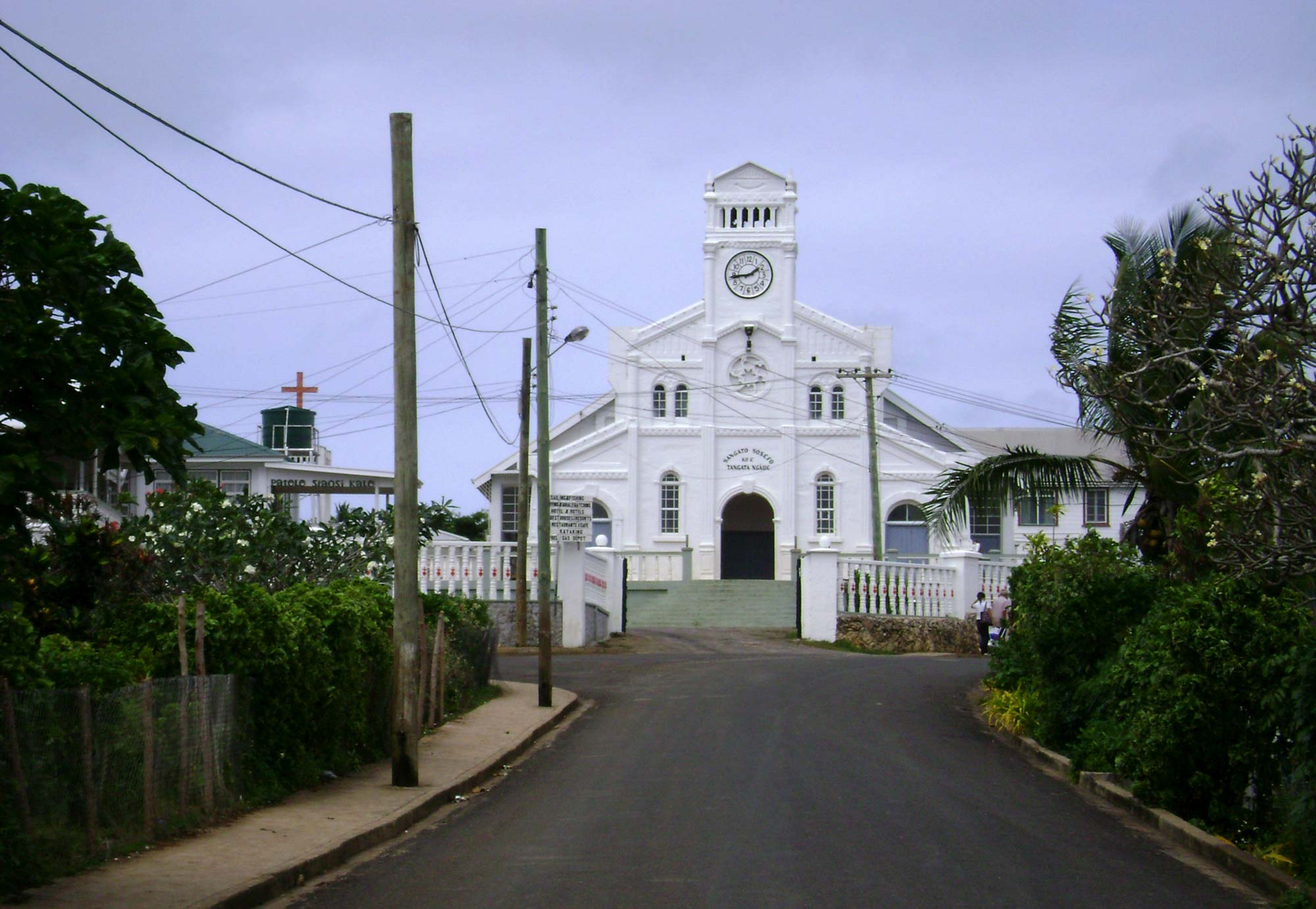
Kyrkan St Joseph

Neiafu är huvudort i ögruppen Vava'uöarna i Tonga södra Stilla havet.

## Staden
Staden ligger i början av viken kallad Port of Refuge på öns mellersta del och har ca 6.000 invånare vilket gör den till landets näst största stad.
Centrum utgörs av området kring kyrkan Saint Joseph's och Fatafehi Road längs hamnen Old Lolo. Det ligger förutom förvaltningsbyggnader även banker, affärer, marknader, restauranger och en rad hotell. Hamnen är ett populärt mål för seglare då den är väldigt skyddad.
Det finns få historiska byggnader förutom kyrkan och några bostadshus byggda i kolonialstil.
Mt. Talau, som är öns största berg med ca 131 m, ligger ca 2 km väster om centrum. 
Öns flygplats Lupepau'u (oftast Vava'u International Airport, flygplatskod "VAV") ligger ca 10 km nordöst om centrum och har kapacitet för internationellt flyg.

## Historia
Kyrkan Saint Joseph's Roman catholic church byggdes i början på 1830-talet.
Den 20 november 1839 proklameras Vava'ukoden, Tongas första samling skrivna lagar, på Pouonoplatsen i Neiafu (1).